# Сумський дендропарк
Сумськи́й дендропа́рк — дендрологічний парк в Україні, в місті Суми. Об'єкт природно-заповідного фонду Сумської області. Розташований по берегах ставу в заплаві р. Стрілка, притоки р. Сумка, між подвір'ями Сумського державного педагогічного університету ім. Макаренка по вул. Роменська і Сумського національного аграрного університету по вул. Г. Кондратьєва. 
Площа 21 га. Статус присвоєно згідно з рішенням Ради Міністрів УРСР № 2 від 21.01.1987 року. 
Статус присвоєно для збереження парку, закладеного 1935 року. Колекція парку налічує понад 130 видів деревних і чагарникових порід. Є базою наукових досліджень з вивчення флори північно-східного регіону України, інтродукції та акліматизації рідкісних рослин. 

## Сучасний стан
Надалі на облаштування і утримання дендропарку кошти не виділялись, після чого, у 1994 році, з дендропарку було знято охоронний статус. Натомість офіційні джерела з цього питання відсутні.
На даний час дендропарк не має адміністрації, а його межі не встановлені на місцевості. З 21 га території парку тільки 13 га перебуває в межах Сум, ще 8 га належить Красносільській сільраді Сумського району. Частина ділянки в Сумському районі була віддана під індивідуальну забудову та садовому товариству, інша ж частина була і залишилася у віданні рибгоспу і Міськводоканалу (водозабір) і не була вилучена у відповідності зі створенням природоохоронної території. Також тут розташовані гаражі і частково стадіон педуніверситету. Фактично вільної площі для парку з 21 га — 7 га. На даний час готується клопотання щодо офіційного затвердження зменшення площі парку.